# Milen Wasilew
Milen Wasilew, bułg. Милен Василев (ur. 6 czerwca 1978 w Burgasie) – bułgarski szachista, arcymistrz od 2008.

## Kariera szachowa
W 1996 reprezentował Bułgarię na mistrzostwach świata (w Medellín) i Europy (w Siófok) juniorów w kategorii do 20 lat, natomiast w 2003 na rozegranych w Płowdiwie drużynowych mistrzostwach Europy (w zespole Bułgarii–B). W 2008 zdobył w Płowdiwie srebrny medal indywidualnych mistrzostw kraju.
Normy na tytuł arcymistrza wypełnił w latach 2006 (w Izmirze, dz. II m. za Jewgienijem Miroszniczenko, wspólnie z Raufem Məmmədovem, Tornike Sanikidze i Suatem Atalikiem oraz w Sofii, I m.) i 2008 (w Sofii, I m. w memoriale Miłko Bobocowa). Do innych jego indywidualnych sukcesów należą m.in.:
- I m. w Castellar del Vallès (2002),
- dz. I m. w Opatii (2002, wspólnie z Milanem Vukiciem),
- I m. w Figueres (2003),
- I m. oraz dz. II m. (za Michaelem Bezoldem, wspólnie z m.in. Arikiem Braunem, Sebastianem Bognerem i Witalijem Koziakiem(inne języki)) w Neuhausen am Rheinfall (oba turnieje w 2004),
- I m. w Wasselonne (2005),
- dz. III m. w Słonecznym Brzegu (2005, za Stanisławem Sawczenko i Borysem Czatałbaszewem, wspólnie z Julianem Radulskim,
- dz. I m. w Neuhausen (2005, wspólnie z Dejanem Bożkowem),
- I m. w Rochefort (2006).

Najwyższy ranking w dotychczasowej karierze osiągnął 1 stycznia 2009, z wynikiem 2502 punktów zajmował wówczas 15. miejsce wśród bułgarskich szachistów.